# Петер Хухел
Петер Хухел (на немски: Peter Huchel) е германски поет и публицист.

## Биография

### Произход и детство
Роден е в Лихтерфелде край Берлин в семейството на чиновник. Детството си прекарва в селската къща на своя дядо в маркграфство Бранденбург.

### Години на творческо утвърждаване
Петер Хухел следва литература и философия в Берлин, Фрайбург и Виена. Тогава издава стихосбирката си „Мрежа за звезди“ (1928). После живее няколко години във Франция, препитавайки се от случайна работа и от хонорарите за стихотворения, публикувани в Германия. Поетът предприема пътуване до Цариград и странства по Черноморското крайбрежие от Балчик до Кюстенджа.
Литературната дарба на Хухел намира в Германия все по-голямо признание. През 1932 г. дрезденското списание „Ди Колоне“ му присъжда своята награда за лирика и тогава Петер Хухел се запознава с поета Гюнтер Айх. Когато на власт идва националсоциализмът, Хухел изтегля вече отпечатаната си стихосбирка „Езерото на момчето“ (1932) и изоставя писателското поприще. През 1941 г. е мобилизиран, прекарва пет години на фронта и попада в съветски плен.

### Живот в ГДР и ФРГ
След Втората световна война поетът е художествен директор на Берлинското радио и публикува томче „Стихотворения“ (1948), а в 1949 г. става главен редактор на съоснованото от Йоханес Р. Бехер най-значимо литературно списание в ГДР „Зин унд форм“, което ръководи четиринадесет години. В 1963 г., след издигането на Берлинската стена (1961), Хухел се оттегля от обществена работа. Издава във ФРГ стихосбирката „Шосета, шосета“ (1963), за която е удостоен с наградата „Теодор Фонтане“ (1963), и избрани творби от периода 1925-1947 под надслов „Мрежа за звезди“ (1967).
Поради несъгласие с политиката на ГДР по отношение на Пражката пролет (1968) поетът се преселва през 1971 г. във Федералната република, където излизат стихосбирките му „Броени дни“ (1972), „Стихотворения“ (1973) и „Деветият час“  (1979).

## Признание
Поетическото творчество на Петер Хухел – образец на т.нар. „природна лирика“ – не е голямо по обем, но притежава дълбочина и всички белези на съвършенство, отличава се с народностно оцветен език, стилистична чистота и необикновена художествена мощ.
Петер Хухел е член на Баварската академия за изящни изкуства и Немската академия за език и литература.

## Награди и отличия
- 1951: „Национална награда на ГДР“
- 1963: „Награда Фонтане“ на град Берлин
- 1968: „Голяма художествена награда на провинция Северен Рейн-Вестфалия“
- 1971: „Награда Йохан Хайнрих Мерк“ за есеистика
- 1972: Австрийска държавна награда за европейска литература
- 1974: „Награда Андреас Грифиус“
- 1974: Lessing-Ring
- 1974: „Културна награда на немските масони“
- 1976: Orden Pour le mérite für Wissenschaft und Künste
- 1979: Jacob-Burckhardt-Preis
- 1979: „Награда Айхендорф“ на град Ванген

В чест на поета провинция Баден-Вюртемберг учредява през 1984 г. литературната награда за лирика „Петер Хухел“.